# Città dell'India
Le città dell'India, alla luce del censimento del 2001, si distinguono tra città statutarie (statutory town) e la città censuarie (census town). Una città viene definita "censuaria" se risponde a tre requisiti, cioè una popolazione minima di 5 000 abitanti, una densità minima di 400 abitanti per chilometro quadrato e una percentuale minima del 75% della popolazione maschile impegnata in attività lavorative extra agricole. La città statutaria invece è una qualsiasi località dichiarata tale dallo Stato e appartenente a varie tipologie come municipalità, corporazione municipale, accantonamento (cantonment board), commissione d'area cittadina pianificata (notified town area committee), ecc.
Sempre in relazione al censimento del 2001 è stato definito anche l'agglomerato urbano, che deve rispondere a due requisiti: uno dei nuclei urbani che lo compongono deve essere una città statutaria, mentre la popolazione totale, risultante dal precedente censimento del 1991, non deve essere inferiore ai 20 000 abitanti. In base a queste condizioni, si trovano diverse situazioni riassumibili in tre diverse tipologie: una prima tipologia costituita da una città (o una cittadina) e dai suoi sobborghi o borgate (outgrowths), una seconda costituita da due o più cittadine confinanti con i loro sobborghi, una terza con una città e una o più cittadine con i loro sobborghi che costituiscono un tessuto urbano continuo. Esempi di borgate sono le colonie ferroviarie, i campus universitari, le aree portuali, i campi militari e altre aree abitate simili sorte nei limiti amministrativi di un villaggio prossimo ad una città più grande.

## Abbreviazioni
L'elenco completo dei tipi di centri abitati classificati dal censimento del 2001 comprende: corporazione municipale (Municipal Corporation, M. Corp.), commissione municipale (Municipal Committee, M. C.), consiglio municipale (Municipal Council, M. Cl.), consiglio municipale urbano (City Municipal Council, C. M. C.), consiglio municipale cittadino (Town Municipal Council, T. M. C.), amministrazione municipale (Municipal Board, M. B.), municipalità (Municipality, M.), accantonamento (Cantonment Board o Cantonment, C. B.), area pianificata (Notified Area, N. A.), città pianificata (Notified Town, N. T.), commissione d'area pianificata o consiglio d'area pianificata (Notified Area Committee o Notified Area Council, N. A. C.), area cittadina pianificata (Notified Town Area, N. T. A.), area industriale pianificata (Industrial Notified Area, I. N. A.), sobborgo industriale (Industrial Township, I. T. S.), sobborgo (Township, T. S.), consiglio cittadino (Town Panchayat, T. P.), consiglio di frazione (Nagar Panchayat, N. P.), commissione cittadina o commissione d'area cittadina (Town Committee o Town Area Committee, T. C.), comitato di paese (Small Town Committee, S. T. C.), lottizzazione pubblica (Estate Office, E. O.), consiglio di villaggio (Gram Panchayat, G. P.), città censuaria (Census Town, C. T.), borgata (Out Growth, O. G.).
Le città sono anche divise in classi di popolazione: alla I classe appartengono le città che superano i 100 000 abitanti, alla II le città con una popolazione compresa tra i 50 000 e i 99 999 abitanti, alla III le città tra i 20 000 e i 49 999 abitanti, alla IV tra i 10 000 e i 19 999, alla V tra i 5 000 e i 9 999 e alla VI le città con una popolazione inferiore ai 5 000 abitanti. I centri abitati con una popolazione pari o superiore ai 100 000 abitanti sono classificati come grandi città (cities), al di sotto di tale cifra sono città (towns).
Questo è l'elenco delle 5 161 città dell'India rilevate dal censimento del 2001, in ordine alfabetico per stati e territori:

## Andamane e Nicobare (AN)
Bambooflat · Garacharma · Port Blair

## Andhra Pradesh (AP) e Telangana (TG)
Adilabad · Adoni · Akkarampalle · Akkayapalle · Alwal · Amadalavalasa · Amalapuram · Anakapalle · Anantapur · Asifabad · Badepalle · Bandarulanka · Bapatla · Bellampalle · Bestavaripeta · Bethamcherla · Bhadrachalam · Bhainsa · Bheemunipatnam · Bhimavaram · Bhongir · Bobbili · Bodhan · Bollaram · Bugganipalle · Chandur · Chatakonda · Chemmumiahpet · Chilakaluripet · Chinnachowk · Chintalavalasa · Chirala · Chittoor · Choutuppal · Chunchupalle · Dasnapur · Devarakonda · Dharmavaram · Dommara Nandyala · Dowleswaram · Eddumailaram · Ekambarakuppam · Eluru · Farooqnagar · Gaddiannaram · Gadwal · Gajapathinagaram · Gajularega · Gajuwaka · Ghatkesar · Gooty · Gudivada (Krishna) · Gudivada (Visakhapatnam) · Gudur · Guntakal · Guntur · Hindupur · Hyderabad · Ichchapuram · Isnapur · Jaggaiahpet · Jagtial · Jallaram Kamanpur · Jammalamadugu · Jangaon · Jarjapupeta · Kadapa · Kadiri · Kagaznagar · Kakinada · Kallur · Kalyandurg · Kamareddy · Kanapaka · Kandukur · Kantabamsuguda · Kanuru · Kapra · Karimnagar · Kavali · Khammam · Koratla · Kothagudem · Kothavalasa · Kovurpalle · Kovvur · Kukatpally · Kuppam · Kurnool · Kyathampalle · Lal Bahadur Nagar · Macherla · Machilipatnam · Madanapalle · Madaram · Mahbubnagar · Malkajgiri · Mancherial · Mandamarri · Mandapeta · Mangalagiri · Manuguru · Markapur · Medak · Meerpet · Miryalaguda · Moragudi · Nagari · Nagarkurnool · Nalgonda · Nandyal · Narasapur · Narasaraopet · Narayanavanam · Narayanpet · Narsingi · Narsipatnam · Naspur · Nellimarla · Nellore · Nidadavole · Nirmal · Nizamabad · Nuzvid · Omerkhan Daira · Ongole · Osmania University · Palacole · Palakurthy · Palasa-Kasibugga · Palwancha · Pamur · Papampeta · Parvathipuram · Patancheru · Pedana · Peddapuram · Pithapuram · Ponnur · Proddatur · Punganur · Puttur · Quthbullapur · Rajahmundry · Rajam · Rajendranagar · Ramachandrapuram (Godavari Orientale) · Ramachandrapuram (Telangana) · Ramachandrapuram BHEL Township · Ramagundam · Ramanayyapeta · Ramapuram · Rameswaram · Rampachodavaram · Rayachoti · Rayadurg · Renigunta · Repalle · Sadasivpet · Salur · Samalkota · Sangareddy · Sarapaka · Sattenapalle · Secunderabad · Serilingampalle · Siddipet · Singapur · Singarayakonda · Sircilla · Sompeta · Srikakulam · Srikalahasti · Sriramnagar · Srisailam Project (RFC) Township · Srisailamgudem Devasthanam · Suryapet · Suryaraopeta · Tadepalligudem · Tadpatri · Tandur · Tanuku · Teegalapahad · Tenali · Thallapalle · Tiruchanur · Tirumala · Tirupati · Tirupati (NMA) · Tuni · Uppal Kalan · Upper Sileru Project Site Camp · Uravakonda · Venkatagiri · Vepagunta · Veparala · Vetapalem · Vikarabad · Vijayapuri North · Vijayawada · Vinukonda · Visakhapatnam · Vizianagaram · Wanaparthy · Warangal · Yadagirigutta · Yellandu · Yemmiganur · Yerraguntla · Zahirabad

## Arunachal Pradesh (AR)
Along · Basar · Bomdila · Changlang · Daporijo · Deomali · Itanagar · Jairampur · Khonsa · Naharlagun · Namsai · Pasighat · Roing · Seppa · Tawang · Tezu · Ziro

## Assam (AS)
Abhayapuri · Ambikapur Part-X · Amguri · Anand Nagar · Badarpur · Badarpur Railway Town · Bahbari Gaon · Bamun Sualkuchi · Barbari · Barpathar · Barpeta · Barpeta Road · Basugaon · Bihpuria · Bijni · Bilasipara · Biswanath Chariali · Bohari · Bokajan · Bokakhat · Bongaigaon · Bongaigaon Refinery & Petro-Chemical Ltd Township · Borgolai Grant No. 11 · Chabua · Chandrapur Bagicha · Chapar · Chekonidhara · Choto Haibor · Dergaon · Dharapur · Dhekiajuli · Dhemaji · Dhing · Dhubri · Dibrugarh · Digboi · Digboi Oil Town · Dimaruguri · Diphu · Doboka · Dokmoka · Donkamokam · Doom Dooma · Duliajan No. 1 · Duliajan Oil Town · Durga Nagar Part-V · Gauripur · Goalpara · Gohpur · Golaghat · Golokganj · Gossaigaon · Guwahati · Haflong · Hailakandi · Hamren · Hindustan Paper Corporation Ltd. Township Area Panchgram · Hojai · Howli · Howraghat · Jagiroad · Jonai Bazar · Jorhat · Kampur Town · Kanakpur Part-II · Karimganj · Kharijapikon · Kharupatia · Kochpara · Kokrajhar · Kumar Kaibarta Gaon · Lakhipur (Cachar) · Lakhipur (Goalpara) · Lala · Lanka · Lido Tikok · Lido Town · Lumding · Lumding Railway Colony · Mahur · Maibong · Majgaon · Makum · Mangaldai · Mankachar · Margherita · Mariani · Marigaon · Moran Town · Moranhat · Nagaon · Naharkatiya · Nalbari · Namrup · Naubaisa Gaon · Nazira · New Bongaigaon Railway Colony · North Guwahati · North Lakhimpur · Numaligarh Refinery Township · Palasbari · Pathsala · Rangapara · Rangia · Salakati · Sapatgram · Sarbhog · Sarthebari · Sarupathar · Sarupathar Bengali · Senchoa Gaon · Sibsagar · Silapathar · Silchar · Silchar Part-X · Sonari · Sualkuchi · Tangla · Tezpur · Tihu · Tinsukia · Titabor Town · Udalguri · Umrangso · Uttar Krishnapur Part-I

## Bengala Occidentale (WB)
Adra · Ahmadpur · Aiho · Aistala · Alipurduar · Alipurduar Railway Junction · Alpur · Amkula · Amodghata · Amtala · Andul · Ankurhati · Anup Nagar · Arambag · Argari · Arra · Asansol · Ashoknagar Kalyangarh · Aurangabad · Bablari Dewanganj · Badhagachhi · Baduria · Bagnan · Baharampur · Bahirgram · Bahula · Baidyabati · Bairatisal · Balaram Pota · Balarampur (24 Pargana Sud) · Balarampur (Purulia) · Balichak · Ballavpur · Bally (Howrah) · Bally (Jagachha) · Balurghat · Bamunari · Banarhat Tea Garden · Bangaon · Bankra · Bankura · Bansberia · Banshra · Banupur · Bara Bamonia · Barabazar · Baranagar · Barasat · Barijhati · Barjora · Barrackpur · Barrackpur Cantonment · Baruihuda · Baruipur · Basirhat · Baska · Begampur · Beldanga · Beldubi · Belebathan · Beliatore · Bhadreswar · Bhandardaha · Bhangar Raghunathpur · Bhangri Pratham Khanda · Bhanowara · Bhatpara · Bholar Dabri · Bidhan Nagar · Bikihakola · Bilandapur · Bilpahari · Bipra Noapara · Birlapur · Birnagar · Bishnupur (24 Pargana Sud) · Bishnupur (Bankura) · Bolpur · Bowali · Budge Budge · Burdwan · Calcutta · Cart Road · Chachanda · Chak Bankola · Chak Bansberia · Chak Enayetnagar · Chak Kashipur · Chakapara · Chakdaha · Champdani · Chamrail · Chandannagar · Chandpur · Chandrakona · Chapari · Chapui · Char Brahmanagar · Char Maijdia · Charka · Chata Kalikapur · Chechakhata · Chelad · Chhora · Chikrand · Chittaranjan · Contai · Cooch Behar · Cooper's Camp · Dafahat · Dainhat · Dakshin Baguan · Dakshin Jhapardaha · Dakshin Rajyadharpur · Dalkhola · Dalurband · Darappur · Darjeeling · Debipur · Deuli · Dhakuria · Dhandadihi · Dhanyakuria · Dharmapur · Dhatrigram · Dhuilya · Dhulian · Dhupguri · Dhusaripara · Diamond Harbour · Dignala · Dinhata · Domjur · Dubrajpur · Dumdum · Durgapur · Durllabhganj · Egra · Eksara · English Bazar · Falakata · Farakka Barrage Township · Fatellapur · Gabberia · Gairkata · Gangarampur · Garalgachha · Garshyamnagar · Garulia · Gayespur · Ghatal · Ghorsala · Goaljan · Goasafat · Gobardanga · Gopalpur · Gopinathpur · Gora Bazar · Guma · Guriahati · Guskara · Habra · Haldia · Haldibari · Halisahar · Harharia Chak · Haripur · Harishpur · Hatgachha · Hatsimla · Hijuli · Hindusthan Cables Town · Hooghly-Chinsurah · Howrah · Ichhapur Defence Estate · Islampur · J. K. Nagar Township · Jafarpur · Jagadanandapur · Jagadishpur · Jagtaj · Jala Kendua · Jalpaiguri · Jamuria · Jangipur · Jaygaon · Jaynagar Majilpur · Jemari · Jetia · Jhalda · Jhargram · Jhorhat · Jiaganj Azimganj · Jot Kamal · Kachu Pukur · Kajora · Kakdihi · Kalara · Kaliaganj · Kalimpong · Kalna · Kalyani · Kamarhati · Kanaipur · Kanchrapara · Kandi · Kanksa · Kankuria · Kantlia · Kanyanagar · Karimpur · Kasba · Kasim Bazar · Katwa · Kaugachhi · Kenda · Kendra Khottamdi · Kendua · Kesabpur · Khagrabari · Khalia · Khalor · Khandra · Khantora · Kharagpur · Kharagpur Railway Settlement · Kharar · Khardaha · Kharimala Khagrabari · Kharsarai · Khodarampur · Kodalia · Kolaghat · Konardihi · Konnagar · Krishnanagar · Krishnapur · Kshidirpur · Kshirpai · Kulihanda · Kulti · Kunustara · Kurseong · Madanpur · Madhusudanpur · Madhyamgram · Maheshtala · Mahiari · Mahira · Mainaguri · Makardaha · Mal · Mandarbani · Manikpur · Mansinhapur · Maslandapur · Mathabhanga · Mekliganj · Memari · Midnapore · Mirik · Monoharpur · Mrigala · Muragachha · Murgathaul · Murshidabad · Nabagram · Nabagram Colony · Nabgram · Nachhratpur Katabari · Naihati · Nasra · Natibpur · Naupala · Navadvip · Nebadhai Duttapukur · New Barrackpur · Nibra · Nokpul · North Barrackpur · North Dumdum · Old Maldah · Ondal · Pairagachha · Palashban · Panchla · Panchpara · Pandua · Pangachhiya · Paniara · Panihati · Panuhat · Par Beliya · Parashkol · Parasia · Parbbatipur · Paschim Jitpur · Paschim Punropara · Pattabong Tea Garden · Patuli · Patulia · Phulia · Podara · Prayagpur · Pujali · Purba Tajpur · Purulia · Raghudebbati · Raghunathchak · Raghunathpur · Raghunathpur (PS-Dankuni) · Raghunathpur (PS-Magra) · Raigachhi · Raiganj · Rajarhat Gopalpur · Rajpur Sonarpur · Ramchandrapur · Ramjibanpur · Ramnagar · Rampurhat · Ranaghat · Raniganj · Ratibati · Rishra · Rishra (città censita) · Ruiya · Sadpur · Sahajadpur · Sahapur · Sainthia · Salap · Sankarpur · Sankrail · Santaldih · Santipur · Santoshpur · Sarenga · Sarpi · Satigachha · Serampore · Serpur · Shankhanagar · Siduli · Siliguri · Simla · Singur · Sirsha · Sobhaganj · Sonamukhi · Sonatikiri · South Dumdum · Srikantabati · Srirampur · Sukdal · Suri · Taherpur · Taki · Talbandha · Tamluk · Tarakeswar · Tentulkuli · Titagarh · Tufanganj · Ukhra · Uluberia · Uttar Bagdogra · Uttar Durgapur · Uttar Goara · Uttar Kalas · Uttar Kamakhyaguri · Uttar Latabari · Uttar Mahammadpur · Uttar Pirpur · Uttar Raypur · Uttarpara Kotrung

## Bihar (BR)
Amarpur · Araria · Areraj · Arrah · Asarganj · Aurangabad · Bagaha · Bahadurganj · Bairgania · Bakhtiarpur · Banka · Banmankhi Bazar · Barahiya · Barauli · Barauni IOC Township · Barbigha · Barh · Begusarai · Behea · Belsand · Bettiah · Bhabua · Bhagalpur · Bihar Sharif · Bikramganj · Birpur · Bodh Gaya · Buxar · Chakia · Chanpatia · Chapra · Colgong · Dalsinghsarai · Darbhanga · Daudnagar · Dehri · Dhaka · Dighwara · Dinapur Cantonment · Dinapur Nizamat · Dumra · Dumraon · Fatwah · Forbesganj · Gaya · Ghoghardiha · Gogri Jamalpur · Gopalganj · Habibpur · Hajipur · Hilsa · Hisua · Islampur · Jagdishpur · Jainagar · Jamalpur · Jamhaur · Jamui · Janakpur Road · Jehanabad · Jhajha · Jhanjharpur · Jogabani · Kanti · Kasba · Kataiya · Katihar · Khagaria · Khagaul · Kharagpur · Khusrupur · Kishanganj · Koath · Koilwar · Lakhisarai · Lalganj · Lauthaha · Madhepura · Madhubani · Maharajganj · Mahnar Bazar · Mairwa · Makhdumpur · Maner · Manihari · Marhaura · Masaurhi · Mirganj · Mohiuddinagar · Mokameh · Motihari · Motipur · Munger · Murliganj · Muzaffarpur · Nabinagar · Narkatiaganj · Naugachhia · Nawada · Nirmali · Nokha · Paharpur · Patna · Phulwari Sharif · Piro · Purnia · Rafiganj · Raghunathpur · Rajgir · Ramnagar · Raxaul Bazar · Revelganj · Rosera · Saharsa · Samastipur · Sasaram · Shahpur · Sheikhpura · Sheohar · Sherghati · Silao · Sitamarhi · Siwan · Sonepur · Sugauli · Sultanganj · Supaul · Thakurganj · Tikari · Warisaliganj

## Chandigarh (CH)
Chandigarh

## Chhattisgarh (CG)
Ahiwara · Akaltara · Ambagarh Chowki · Ambikapur · Arang · Bade Bacheli · Bagbahara · Baikunthpur · Balod · Baloda · Baloda Bazar · Banarsi · Basna · Bemetra · Bhanpuri · Bhatapara · Bhatgaon · Bhilai Charoda · Bhilai Nagar · Bilaspur · Bilha · Birgaon · Bodri · Champa · Chharchha · Chhuikhadan · Chirmiri · Dalli-Rajhara · Dantewada · Deori · Dhamdha · Dhamtari · Dharamjaigarh · Dipka · Dongargaon · Dongargarh · Durg · Frezarpur · Gandai · Gaurella · Geedam · Gharghoda · Gobra Nawapara · Gogaon · Hatkachora · Jagdalpur · Jamul · Jashpur Nagar · Jhagrakhand · Kanker · Katghora · Kawardha · Khairagarh · Khamaria (Chhattisgarh) · Kharod · Kharsia · Khongapani · Kirandul · Kondagaon · Korba · Kota · Kumhari · Kurud · Lingiyadih · Lormi · Mahasamund · Manendragarh · Mehmand · Mowa · Mungeli · Naila Janjgir · Namna Kalan · Naya Baradwar · Pandariya · Patan · Pathalgaon · Pendra · Phunderdihari · Pithora · Raigarh · Raipur · Rajgamar · Rajnandgaon · Ramanujganj · Ratanpur · Sakti · Saraipali · Sarangarh · Shivrinarayan · Simga · Sirgiti · Surajpur · Takhatpur · Telgaon · Tilda Newra · Urla · Vishrampur

## Dadra e Nagar Haveli (DN)
Amli · Silvassa

## Daman e Diu (DD)
Daman · Diu

## Delhi (DL)
Ali Pur · Asola · Babar Pur · Bankner · Bawana · Begum Pur · Bhalswa Jahangir Pur · Bhati · Burari · Chhawla · Chilla Saroda Bangar · Dallo Pura · Dayal Pur · Delhi Cantonment · Delhi · Deoli · Gharoli · Gharonda Neemka Bangar · Gheora · Ghitorni · Ghoga · Gokal Pur · Hastsal · Jaffrabad · Jharoda Majra Burari · Jiwan Pur · Jona Pur · Kanjhawala · Kapas Hera · Karawal Nagar · Khajoori Khas · Khera Khurd · Kirari Suleman Nagar · Kondli · Libas Pur · Mirpur Turk · Mithe Pur · Molar Band · Mundka · Mustafabad · Nangal Dewat · Nangal Thakran · Nangloi Jat · Nuova Delhi · Quammruddin Nagar · Pehlad Pur Bangar · Pooth Kalan · Pooth Khurd · Pul Pehlad · Rajokri · Roshan Pura · Sadat Pur Gujran · Sahibabad Daulat Pur · Saidul Ajaib · Sambhalka · Sanoth · Siras Pur · Sultan Pur · Sultan Pur Majra · Taj Pul · Tigri · Ziauddin Pur

## Goa (GA)
Aldona · Aquem · Bambolim · Bandora · Benaulim · Bicholim · Calangute · Calapor · Canacona · Candolim · Carapur · Chicalim · Chimbel · Chinchinim · Colvale · Cuncolim · Curchorem Cacora · Curti · Davorlim · Goa Velha · Guirim · Mapusa · Margao · Mormugao · Navelim · Pale · Panaji · Parcem · Penha de França · Pernem · Ponda · Quepem · Queula · Reis Magos · Saligao · Sancoale · Sanguem · Sanquelim · Sanvordem · São José de Areal · Siolim · Socorro · Valpoi · Varca

## Gujarat (GJ)
Abrama · Adalaj · Adityana · Ahmedabad · Ahmedabad Cantonment · Alang · Ambaji · Ambaliyasan · Amreli · Anand · Andada · Anjar · Anklav · Anklesvar · Anklesvar INA · Antaliya · Arambhada · Atul · Bagasara · Bajva · Balasinor · Bantwa · Bardoli · Bavla · Bedi · Bhachau · Bhanvad · Bharuch · Bharuch INA · Bhavnagar · Bhayavadar · Bhuj · Bilimora · Bodeli · Bopal · Boriavi · Borsad · Botad · Chaklasi · Chala · Chalala · Chalthan · Chanasma · Chandkheda · Chandlodiya · Chanod · Chhaprabhatha · Chhatral · Chhaya · Chhota Udaipur · Chikhli · Chiloda · Chorvad · Dabhoi · Dahegam · Dahod · Dakor · Damnagar · Deesa · Devgadbaria · Devsar · Dhandhuka · Dhanera · Dharampur · Dhola · Dholka · Dhoraji · Dhrangadhra · Dhrol · Digvijaygram · Dungra · Dwarka · Freelandgunj · Gadhada · Gandevi · Gandhidham · Gandhinagar · Gariadhar · Ghatlodiya · Ghogha · Godhra · Gondal · Gota · GSFC Complex INA · Hajira · Halol · Halvad · Harij · Himmatnagar · Ichchhapor · Idar · Jafrabad · Jalalpore · Jambusar · Jamjodhpur · Jamnagar · Jasdan · Jawahar Nagar · Jetpur Navagadh · Jhalod · Jodhpur · Joshipura · Junagadh · Kadi · Kadodara · Kalavad · Kali · Kalol (Gandhinagar) · Kalol (Panchmahal) · Kalol INA (Gandhinagar) · Kalol INA (Panchmahal) · Kandla · Kanodar · Kapadvanj · Karachiya · Karamsad · Karjan · Katpar · Keshod · Kevadiya · Khambhalia · Khambhat · Kharaghoda · Kheda · Khedbrahma · Kheralu · Kodinar · Kosamba · Kutiyana · Lambha · Lathi · Limbdi · Limla · Lunawada · Mahemdavad · Mahudha · Mahuva · Mahuvar · Makarba · Maktampur · Malpur · Manavadar · Mandvi · Mangrol · Mansa · Meghraj · Mehsana · Memnagar · Mithapur · Modasa · Mogravadi · Morvi · Motera · Mundra · Nadiad · Nanakvada · Nandej · Nandesari · Nandesari INA · Navagam Ghed · Navsari · Ode · Okha Port · Paddhari · Padra · Palanpur · Palej · Palitana · Pardi · Parnera · Parvat · Patan · Petlad · Petro Chemical Complex INA · Porbandar · Prantij · Radhanpur · Rajkot · Rajpipla · Rajula · Ramol · Ranavav · Ranip · Ranoli · Rapar · Sachin · Sachin INA · Salaya · Sanand · Santrampur · Sarigam · Sarkhej-Okaf · Savarkundla · Sayan · Sidhpur · Sihor · Sikka · Singarva · Songadh · Surajkaradi · Surat · Surendranagar · Talaja · Talod · Tarsali · Thaltej · Thangadh · Tharad · Ukai · Umbergaon · Umbergaon INA · Umreth · Un · Una · Unjha · Upleta · Utran · Vadia · Vadnagar · Vadodara · Vaghodia · Vallabh Vidhyanagar · Valsad · Valsad INA · Vanthali · Vapi · Vapi INA · Vartej · Vasna Borsad · Vastral · Vastrapur · Vejalpur · Veraval · Vijalpor · Vijapur · Viramgam · Visavadar · Visnagar · Vitthal Udyognagar · Vyara · Wadhwan · Wankaner · Zalod

## Haryana (HR)
Ambala · Ambala Cantonment · Ambala Sadar · Asankhurd · Assandh · Ateli · Babiyal · Bahadurgarh · Barwala · Bawal · Bawani Khera · Beri · Bhiwani · Bilaspur · Buria · Charkhi Dadri · Cheeka · Chhachhrauli · Dharuhera · Dundahera · Ellenabad · Farakhpur · Faridabad · Farrukhnagar · Fatehabad · Ferozepur Jhirka · Ganaur · Gharaunda · Gohana · Gurgaon · Gurgaon Rural · Haileymandi · Hansi · Hassanpur · Hathin · Hisar · Hodal · Indri · Jagadhri · Jakhalmandi · Jhajjar · Jind · Julana · Kaithal · Kalanaur · Kalanwali · Kalayat · Kalka · Kanina · Kansepur · Kardhan · Karnal · Kharkhoda · Ladrawan · Ladwa · Loharu · Maham · Mahendragarh · Mandi Dabwali · Mustafabad · Nangal Chaudhry · Naraingarh · Narnaul · Narnaund · Narwana · Nilokheri · Nuh · Palwal · Panchkula · Panipat · Panipat Taraf Ansar · Panipat Taraf Rajputan · Panipat Taraf Makhdum Zadgan · Pataudi · Pehowa · Pinjore · Punahana · Pundri · Radaur · Raipur Rani · Rania · Ratia · Rewari · Rewari (rurale) · Rohtak · Sadaura · Safidon · Samalkha · Sankhol · Sasauli · Shahbad · Sirsa · Siwani · Sohna · Sonipat · Sukhrali · Taoru · Taraori · Thanesar · Tilpat · Tohana · Tosham · Uchana · Uklanamandi · Uncha Siwana · Yamuna Nagar

## Himachal Pradesh (HP)
Arki · Baddi · Bakloh · Banjar · Bhota · Bhuntar · Bilaspur · Chamba · Chaupal · Chuari Khas · Dagshai · Dalhousie · Dalhousie (accantonamento) · Daulatpur · Dera Gopipur · Dharamsala · Gagret · Ghumarwin · Hamirpur · Jawalamukhi · Jogindarnagar · Jubbal · Jutogh · Kangra · Kasauli · Kotkhai · Kullu · Manali · Mandi · Mant Khas · Mehatpur Basdehra · Nadaun · Nagrota Bagwan · Nahan · Naina Devi · Nalagarh · Narkanda · Nurpur · Palampur · Paonta Sahib · Parwanoo · Rajgarh · Rampur · Rawalsar · Rohru · Sabathu · Santokhgarh · Sarkaghat · Seoni · Shimla · Solan · Sundernagar · Talai · Theog · Tira Sujanpur · Una · Yol

## Jammu e Kashmir (JK)
Achabal · Akhnoor · Anantnag · Arnia · Awantipora · Badami Bagh · Bandipore · Banihal · Baramulla · Bari Brahmana · Bashohli · Batote · Beerwah · Bhaderwah · Bijbehara · Billawar · Bishna · Budgam · Chenani · Chrar-e-Sharief · Doda · Duru-Verinag · Ganderbal · Gho-Manhasan · Gorah Salathian · Gulmarg · Hajan · Handwara · Hiranagar · Jammu · Jammu Cantonment · Jourian · Kargil · Kathua · Katra · Khan Sahib · Khour · Khrew · Kishtwar · Kud · Kukernag · Kulgam · Kunzer · Kupwara · Lakhenpur · Leh · Magam · Mattan · Nowshehra · Pahalgam · Pampore · Parole · Pattan · Pulwama · Poonch · Qazigund · Rajouri · Ramban · Ramgarh · Ramnagar · Ranbirsinghpora · Reasi · Rehambal · Samba · Shopian · Sopore · Srinagar · Sumbal · Sunderbani · Talwara · Thanamandi · Tral · Udhampur · Uri · Vijay Pore

## Jharkhand (JH)
Adityapur · Amlabad · Angarpathar · Ara · Babua Kalan · Bagbera · Baliari · Balkundra · Bandhgora · Barajamda · Barhi · Barkakana · Barughutu · Barwadih · Basaria · Basukinath · Bermo · Bhagatdih · Bhojudih · Bhowrah · Bhuli · Bokaro · Bokaro Steel City · Bundu · Chaibasa · Chakradharpur · Chakulia · Chandaur · Chandil · Chandrapura · Chas · Chatra · Chhatatanr · Chhota Gobindpur · Chhotaputki · Chiria · Chirkunda · Churi · Daltonganj · Danguwapasi · Dari · Deoghar · Deorikalan · Dhanbad · Dhanwar · Dhaunsar · Dugda · Dumarkunda · Dumka · Egarkunr · Gadhra · Garhwa · Ghatshila · Ghorabandha · Gidi · Giridih · Gobindpur · Godda · Godhar · Gomoh · Gua · Gumia · Gumla · Haludbani · Hazaribag · Hesla · Hussainabad · Isri · Jadugora · Jamadoba · Jamshedpur · Jamtara · Jaridih Bazar · Jasidih · Jena · Jharia · Jharia Khas · Jhinkpani · Jhumri Tilaiya · Jorapokhar · Jugsalai · Kailudih · Kalikapur · Kandra · Kanke · Katras · Kedla · Kenduadih · Kharkhari · Kharsawan · Khelari · Khunti · Kiriburu · Koderma · Kuju · Kurpania · Kustai · Lakarka · Lapanga · Latehar · Lohardaga · Loyabad · Madhupur · Maithon · Malkera · Mango · Marma · Meghahatuburu Forest Village · Mera · Meru · Mihijam · Mugma · Muri · Musabani · Nagri Kalan · Nirsa · Noamundi · Okni No. II · Orla · Pakur · Palawa · Panchet · Paratdih · Pathardih · Patratu · Phusro · Pondar Kanali · Rajmahal · Ramgarh Cantonment · Ranchi · Religara · Rohraband · Sahibganj · Sahnidih · Saraidhela · Sarjamda · Saunda · Seraikela · Sewai · Sijhua · Sijua · Simdega · Sindri · Sinduria · Sini · Sirka · Siuliban · Tati · Tenu Dam-cum-Kathhara · Tisra · Topa · Topchanchi

## Karnataka (KA)
Adityapatna · Adyar · Afzalpur · Aland · Alnavar · Alur · Ambikanagara · Anekal · Ankola · Annigeri · Arkalgud · Arsikere · Athni · Aurad · Badami · Bajala · Bagalkot · Bagepalli · Bail Hongal · Bajpe · Bangalore · Bangarapet · Bankapura · Bannur · Bantwal · Basavakalyan · Basavana Bagevadi · Belgaum · Belgaum Cantonment · Bellary · Beltangadi · Belur · Belvata · Bhadravati · Bhalki · Bhatkal · Bhimarayanagudi · Bhogadi · Bidar · Bijapur · Bilgi · Birur · Bommanahalli · Bommasandra · Byadgi · Byatarayanapura · Challakere · Chamarajanagar · Channagiri · Channapatna · Channarayapatna · Chickmagalur · Chikballapur · Chiknayakanhalli · Chikodi · Chincholi · Chintamani · Chitapur · Chitgoppa · Chitradurga · Dandeli · Dargajogihalli · Davanagere · Dasarahalli · Devadurga · Devanahalli · Dod Ballapur · Donimalai Township · Gadag-Betageri · Gajendragarh · Gangawati · Gauribidanur · Gokak · Gokak Falls · Gonikoppal · Gottikere · Gubbi · Gudibanda · Gulbarga · Guledgudda · Gundlupet · Gurmatkal · Haliyal · Hangal · Harapanahalli · Harihar · Hassan · Hatti · Hatti Gold Mines · Haveri · Hebbalu · Hebbagodi · Heggadadevankote · Herohalli · Hindalgi · Hirekerur · Hiriyur · Holalkere · Holenarasipura · Homnabad · Honavar · Honnali · Hoovina Hadagalli · Hosanagara · Hosdurga · Hoskote · Hospet · Hubli-Dharwad · Hukeri · Hunasamaranahalli · Hungund · Hunsur · Ilkal · Indi · Jagalur · Jamkhandi · Jevargi · Jog Falls · Kadur · Kalghatgi · Kamalapuram · Kampli · Kanakapura · Kangrali (BK) · Kangrali (KH) · Kannur · Karkal · Karwar · Kengeri · Kerur · Khanapur · Kodigenahalli · Kodiyal · Kolar · Kollegal · Konanakunte · Konnur · Koppa · Koppal · Koratagere · Kotekara · Kothnur · Kotturu · Krishnarajanagara · Krishnarajapura · Krishnarajasagara · Krishnarajpet · Kudchi · Kudligi · Kudremukh · Kumta · Kundapura · Kundgol · Kunigal · Kurgunta · Kushalnagar · Kushtagi · Lakshmeshwar · Lingsugur · Londa · Maddur · Madhugiri · Madikeri · Magadi · Mahadevapura · Mahalingpur · Malavalli · Mallar · Malur · Mandya · Mangalore · Manvi · Molakalmuru · Mudalgi · Mudbidri · Muddebihal · Mudgal · Mudhol · Mudigere · Mudushedde · Mulbagal · Mulgund · Mulki · Mulur · Mundargi · Mundgod · Munirabad · Munnur · Mysore · Nagamangala · Nanjangud · Narasimharajapura · Naregal · Nargund · Navalgund · Nelamangala · Nipani · Pandavapura · Pattanagere · Pavagada · Piriyapatna · Pudu · Puttur · Rabkavi-Banhatti · Raichur · Ramanagara · Ramdurg · Ranibennur · Raybag · Robertson Pet · Ron · Sadalgi · Sagar · Sakleshpur · Saligram · Sandur · Sankeshwar · Sathyamangala · Saundatti-Yellamma · Savanur · Sedam · Shahabad · Shahabad ACC · Shahpur · Shaktinagar · Shiggaon · Shikaripur · Shimoga · Shirhatti · Shorapur · Shrirangapattana · Siddapur · Sidlaghatta · Sindgi · Sindhnur · Sira · Siralkoppa · Sirsi · Siruguppa · Someshwar · Somvarpet · Sorab · Sringeri · Srinivaspur · Sulya · Talikota · Tarikere · Tekkalakota · Terdal · Thokur-62 · Thumbe · Tiptur · Tirthahalli · Tirumakudal-Narsipur · Tumkur · Turuvekere · Udupi · Ullal · Uttarahalli · Venkatapura · Vijayapura · Virajpet · Wadi · Wadi ACC · Yadgir · Yelahanka · Yelandur · Yelbarga · Yellapur · Yenagudde

## Kerala (KL)
Adoor · Akathiyoor · Alappuzha · Aluva · Ancharakandy · Angamaly · Arookutty · Aroor · Attingal · Avinissery · Azhikode North · Azhikode South · Beypore · Bangramanjeshwar · Brahmakulam · Chala · Chalakudy · Changanassery · Chavakkad · Chelora · Chendamangalam · Chengamanad · Chengannur · Cheranallur · Cherthala · Cheruthazham · Cheruvannur · Chevvoor · Chirakkal · Chittur · Chockli · Choornikkara · Chowwara · Dharmadom · Edathala · Elayavoor · Eloor · Eranholi · Erattupetta · Feroke · Guruvayoor · Hosabettu · Idukki · Iringaprom · Irinjalakuda · Iriveri · Kadachira · Kadamakkudy · Kadirur · Kadungalloor · Kalamassery · Kalliasseri · Kalpetta · Kanhangad · Kanhirode · Kanjikkuzhi · Kannadiparamba · Kannapuram · Kannur · Kannur Cantonment · Karuvanthuruthy · Kasaragod · Kayamkulam · Kochi · Kodungallur · Kokkothamangalam · Kolazhy · Kollam · Komalapuram · Koothuparamba · Koratty · Kothamangalam · Kottayam · Kottayam-Malabar · Kottuvally · Kozhikode · Kudlu · Kunnamkulam · Kureekkad · Malappuram · Manjeri · Manjeshwar · Maradu · Marathakkara · Mattannur · Mavelikkara · Mavilayi · Mavoor · Methala · Muhamma · Mulavukad · Munderi · Muvattupuzha · Muzhappilangad · Nadathara · Narath · Nedumangad · Nenmenikkara · New Mahe · Neyyattinkara · Olavanna · Ottappalam · Paduvilayi · Palai · Palakkad · Palayad · Palissery · Pallikkunnu · Paluvai · Panniyannur · Panoor · Pantheeramkavu · Pappinisseri · Paravoor · Paravur · Pathanamthitta · Pathiriyad · Pattiom · Pavaratty · Payyannur · Perakam · Peralasseri · Peringathur · Perinthalmanna · Perumbaikad · Perumbavoor · Pinarayi · Ponnani · Pottore · Punalur · Puranattukara · Puthukkad · Puthunagaram · Puzhathi · Quilandy · Ramanattukara · Shoranur · Taliparamba · Thaikkad · Thalassery · Thiruvalla · Thiruvananthapuram · Thiruvankulam · Thodupuzha · Thottada · Thrippunithura · Thrissur · Tirur · Udma · Vadakara · Vaikom · Valapattanam · Vallachira · Varam · Varappuzha · Varkala · Vazhakkala · Venmanad · Villiappally

## Laccadive (LD)
Amini · Kavaratti · Minicoy

## Madhya Pradesh (MP)
Agar · Ajaigarh · Akoda · Akodia · Alampur · Alirajpur · Alot · Amanganj · Amarkantak · Amarpatan · Amarwara · Ambada · Ambah · Amla · Amlai · Anjad · Antari · Anuppur · Aron · Ashoknagar · Ashta · Babai · Bada Malhera · Badagaon · Badagoan · Badarwas · Badawada · Badi · Badkuhi · Badnagar · Badnawar · Badod · Badoda · Badra · Bagh · Bagli · Baihar · Baikunthpur · Balaghat · Baldeogarh · Bamhani · Bamor · Bamora · Banda · Bangawan · Bansatar Kheda · Baraily · Barela · Barghat · Barhi · Barigarh · Barwaha · Barwani · Basoda · Begamganj · Beohari · Berasia · Betma · Betul · Betul Bazar · Bhainsdehi · Bhamodi · Bhander · Bhanpura · Bharveli · Bhaurasa · Bhavra · Bhedaghat · Bhikangaon · Bhilakhedi · Bhind · Bhitarwar · Bhopal · Biaora · Bijawar · Bijeypur · Bijuri · Bilaua · Bilpura · Bina Etawa · Bina Railway Colony · Birsinghpur · Boda · Budni · Burhanpur · Burhar · Buxwaha · Chachaura-Binaganj · Chakghat · Chandameta-Butaria · Chanderi · Chandia · Chandla · Chaurai Khas · Chhatarpur · Chhindwara · Chhota Chhindwara · Chichli · Chitrakoot · Churhat · Daboh · Dabra · Damoh · Damua · Datia · Deodara · Deori (Sagar) · Deori (Shahdol) · Depalpur · Devendranagar · Devhara · Dewas · Dhamnod · Dhana · Dhanpuri · Dhar · Dharampuri · Dighawani · Diken · Dindori · Dola · Dongar Parasia · Dumar Kachhar · Gadarwara · Gairatganj · Garhakota · Garhi-Malhara · Garoth · Ghansore · Ghuwara · Gogapur · Gohad · Gormi · Govindgarh · Guna · Gun Carriage Factory Jabalpur · Gurh · Gwalior · Hanumana · Harda · Harpalpur · Harrai · Harsud · Hatod · Hatpipalya · Hatta · Hindoria · Hirapur · Hoshangabad · Ichhawar · Iklehra · Indergarh · Indore · Isagarh · Itarsi · Jabalpur · Jabalpur Cantonment · Jaisinghnagar · Jaithari · Jaitwara · Jamai · Jaora · Jata Chhapar · Jatara · Jawad · Jawar · Jeron Khalsa · Jhabua · Jhundpura · Jiran · Jirapur · Jobat · Joura · Kailaras · Kakarhati · Kali Chhapar · Kanad · Kannod · Kantaphod · Kareli · Karera · Kari · Karnawad · Karrapur · Kasrawad · Katangi (Balaghat) · Katangi (Jabalpur) · Kelhauri · Khacharod · Khajuraho · Khand · Khandwa · Khaniyadhana · Khargapur · Khargone · Khategaon · Khetia · Khilchipur · Khirkiya · Khujner · Khurai · Kolaras · Kotar · Kothi · Kotma · Kukshi · Kumbhraj · Kurwai · Kymore · Lahar · Lakhnadon · Lateri · Laundi · Lidhorakhas · Lodhikheda · Loharda · Machalpur · Maharajpur · Maheshwar · Mahidpur · Maihar · Majholi · Makronia · Maksi · Malajkhand · Malhargarh · Manasa · Manawar · Mandav · Mandideep · Mandla · Mandleshwar · Mandsaur · Manegaon · Mangaliya Sadak · Mangawan · Manpur · Mau · Mauganj · Meghnagar · Mehara Gaon · Mehgaon · Mhow Cantonment · Mhowgaon · Mihona · Mohgaon · Morar Cantonment · Morena · Multai · Mundi · Mungaoli · Murwara · Nagda · Nagod · Nagri · Nai Garhi · Nainpur · Nalkheda · Namli · Narayangarh · Narsinghpur · Narsinghgarh · Narwar · Nasrullaganj · Naudhia · Neemuch · Nepanagar · Neuton Chikhli Kalan · Niwari · Nowgong · Nowrozabad · Obedullaganj · Omkareshwar · Orchha · Ordnance Factory Itarsi · Ordnance Factory Khamaria · Pachmarhi Cantonment · Pachore · Pal Chaurai · Palda · Palera · Pali · Panagar · Panara · Pandhana · Pandhurna · Panna · Pansemal · Pasan · Patan · Patharia · Pawai · Petlawad · Phuphkalan · Pichhore (Gwalior) · Pichhore (Shivpuri) · Pipariya (Hoshangabad) · Pipariya (Jabalpur) · Piploda · Piplya Mandi · Pithampur · Polaykalan · Porsa · Prithvipur · Raghogarh-Vijaypur · Rahatgarh · Raisen · Rajakhedi · Rajgarh (Dhar) · Rajgarh (Rajgarh) · Rajnagar · Rajpur · Rampur Baghelan · Rampur Naikin · Rampura · Ranapur · Ratangarh · Ratlam · Ratlam Railway Colony · Rau · Rehli · Rehti · Rewa · Runji Gautampura · Sabalgarh · Sagar · Sagar Cantonment · Sailana · Sanawad · Sanchi · Sarangpur · Sardarpur · Sarni · Satai · Satna · Satwas · Sausar · Sawer · Sehore · Semaria · Sendhwa · Seondha · Seoni · Seoni Malwa · Sethiya · Shahdol · Shahgarh · Shahpur (Betul) · Shahpur (Khandwa) · Shahpur (Sagar) · Shahpura (Dindori) · Shahpura (Jabalpur) · Shajapur · Shamgarh · Sheopur · Shivpuri · Shujalpur · Sidhi · Sihora · Singoli · Singrauli · Sinhasa · Sirgora · Sirmaur · Sironj · Sitamau · Sohagpur · Sonkatch · Soyatkalan · Suhagi · Sultanpur · Susner · Suthaliya · Tal · Talen · Tarana · Taricharkalan · Tekanpur · Tendukheda · Teonthar · Thandla · Tikamgarh · Timarni · Tirodi · Udaipura · Ujjain · Ukwa · Umaria · Unchehara · Unhel · Vehicle Factory Jabalpur · Vidisha · Vijayraghavgarh · Waraseoni

## Maharashtra (MH)
Achalpur · Ahmednagar · Ahmednagar (accantonamento) · Ahmadpur · Ajra · Akkalkot · Akola · Akot · Alandi · Alibag · Amalner · Ambad · Ambarnath · Ambejogai · Ambivali Tarf Wankhal · Amravati · Anjangaon · Arvi · Ashta · Aurangabad · Aurangabad (accantonamento) · Ausa · Babhulgaon · Badlapur · Balapur · Ballarpur · Baramati · Barshi · Basmath · Beed · Bhadravati · Bhagur · Bhandara · Bhingar · Bhiwandi · Bhokardan · Bhor · Bhum · Bhusawal · Biloli · Birwadi · Boisar · Brahmapuri · Budhgaon · Buldhana · Chakan · Chalisgaon · Chandrapur · Chandur (Amravati) · Chandur (Chandrapur) · Chandurbazar · Chicholi · Chikhaldara · Chikhli · Chinchani · Chiplun · Chopda · Dahanu · Dapoli Camp · Darwha · Daryapur Banosa · Dattapur Dhamangaon · Daund · Davlameti · Deglur · Dehu · Dehu Road · Deolali · Deolali Pravara · Deoli · Desaiganj · Deulgaon Raja · Dewhadi · Dharangaon · Dharmabad · Dharur · Dhatau · Dhule · Digdoh · Digras · Dondaicha-Warwade · Dudhani · Durgapur · Dyane · Eklahare · Erandol · Faizpur · Gadchiroli · Gadhinglaj · Gandhinagar (Maharashtra) · Ganeshpur · Gangakhed · Gangapur · Georai · Ghatanji · Ghoti Budruk · Ghugus · Ghulewadi · Godoli · Gokhivare · Gondia · Goregaon · Guhagar · Hadgaon · Hinganghat · Hingoli · Hupari · Ichalkaranji · Igatpuri · Indapur · Jalgaon (Buldhana) · Jalgaon · Jalgaon (Ratnagiri) · Jalna · Jamkhed · Jawhar · Jaysingpur · Jejuri · Jintur · Junnar · Kabnur · Kagal · Kalamb · Kalambe Turf Thane · Kalameshwar · Kalamnuri · Kalundre · Kalyan-Dombivali · Kamptee · Kamptee (accantonamento) · Kandari · Kandhar · Kandri (Parshivani) · Kandri (Ramtek) · Kanhan · Kankavli · Kannad · Karad · Karanja · Karanje Turf Satara · Karivali · Karjat · Karmala · Kasara Budruk · Katai · Katkar · Katol · Kegaon · Khadkale · Khamgaon · Khapa · Khed (Ratnagiri) · Khed (Satara) · Kherdi · Khoni · Khopoli · Khuldabad · Kinwat · Kirkee · Kodoli · Kolhapur · Kon · Kondumal · Kopargaon · Kopharad · Korochi · Kudal · Kundalwadi · Kurduvadi · Kurundvad · Kusgaon Budruk · Lanja · Lasalgaon · Latur · Loha · Lonar · Lonavala · Madhavnagar · Mahabaleshwar · Mahad · Mahadula · Maindargi · Malegaon · Malkapur (Akola) · Malkapur (Buldhana) · Malkapur (Kolhapur) · Malwan · Manadur · Manchar · Mangalvedhe · Mangrulpir · Manjlegaon · Manmad · Manor · Mansar · Manwath · Matheran · Mehkar · Mhasla · Mhaswad · Mira-Bhayandar · Mohpa · Mohpada · Morshi · Mowad · Mudkhed · Mukhed · Mul · Mumbai · Murbad · Murgud · Murtijapur · Murud · Murum · Nachane · Nagapur · Nagardeole · Nagothana · Nagpur · Nakoda · Nalasopara · Naldurg · Nanded · Nandgaon · Nandura · Nandurbar · Narkhed · Nashik · Navghar-Manikpur · Navi Mumbai · Navi Mumbai (Raigad) · Nawapur · Neral · Nilanga · Nildoh · Nimbhore Budruk · Osmanabad · Ozar · Pachgaon · Pachora · Padagha · Paithan · Palghar · Pali · Panchgani · Pandharkaoda · Pandharpur (Aurangabad) · Pandharpur (Solapur) · Panhala · Panvel · Paranda · Parbhani · Parli · Parola · Partur · Pasthal · Patan · Pathardi · Pathri · Patur · Pauni · Pen · Peth Umri · Phaltan · Pimpri Chinchwad · Poladpur · Pulgaon · Pune · Pune (accantonamento) · Purna · Purushottamnagar · Pusad · Rahimatpur · Rahta Pimplas · Rahuri · Rajapur · Rajgurunagar · Rajur · Rajura · Ramtek · Ratnagiri · Raver · Risod · Roha Ashtami · Sailu · Sandor · Sangamner · Sangli · Sangole · Sasti · Sasvad · Satana · Satara · Savda · Savner · Sawantwadi · Sawari Jawharnagar · Shahade · Shahapur · Shegaon · Shelar · Shendurjana · Shirdi · Shirpur-Warwade · Shirur · Shirwal · Shivaji Nagar · Shivatkar · Shrigonda · Shrirampur · Shrirampur Rural · Shrivardhan · Sillewada · Sillod · Sindi · Sindi Turf Hindnagar · Sindkhed Raja · Singnapur · Sinnar · Solapur · Sonegaon · Sonpeth · Soyagaon · Surgana · Talegaon Dabhade · Talode · Taloje Panchnad · Tarapur · Tasgaon · Tathavade · Tekadi · Telhara · Thane · Tirora · Totaladoh · Trimbak · Tuljapur · Tumsar · Uchgaon · Udgir · Ulhasnagar · Umarga · Umarkhed · Umarsara · Umbar Pada Nandade · Umred · Umri Pragane Balapur · Uran · Uran Islampur · Utekhol · Vada · Vadgaon · Vadgaon Kasba · Vaijapur · Vanvadi · Vasai · Vasantnagar · Vashind · Vengurla · Virar · Vita · Wadgaon Road · Wadi · Waghapur · Wai · Wajegaon · Walani · Waliv · Wanadongri · Wani · Wardha · Warora · Warud · Washim · Yavatmal · Yawal · Yerkheda · Yevla

## Manipur (MN)
Andro · Bishnupur · Heirok · Imphal · Jiribam · Kakching · Kakching Khunou · Khongman · Kumbi · Kwakta · Lamjaotongba · Lamlai · Lamsang · Lilong (Imphal Ovest) · Lilong (Thoubal) · Mayang Imphal · Moirang · Moreh · Nambol · Naoriya Pakhanglakpa · Ningthoukhong · Oinam · Porompat · Samurou · Sekmai Bazar · Sikhong Sekmai · Sugnu · Thongkhong Laxmi Bazar · Thoubal · Torban · Wangjing · Wangoi · Yairipok

## Meghalaya (ML)
Baghmara · Cherrapunjee · Jowai · Madanrting · Mairang · Mawlai · Nongmynsong · Nongpoh · Nongstoin · Nongthymmai · Pynthorumkhrah · Resubelpara · Shillong · Shillong Cantonment · Tura · Williamnagar

## Mizoram (MZ)
Aizawl · Bairabi · Biate · Champhai · Darlawn · Hnahthial · Khawhai · Khawzawl · Kolasib · Lengpui · Lunglei · Mamit · North Vanlaiphai · North Kawnpui · Saiha · Sairang · Saitual · Serchhip · Thenzawl · Tlabung · Vairengte · Zawlnuam

## Nagaland (NL)
Chumukedima · Dimapur · Kohima · Mokokchung · Mon · Phek · Tuensang · Wokha · Zunheboto

## Orissa (OR)
Anandapur · Angul · Asika · Athagad · Athmallik · Balagoda · Balangir · Balasore · Balimela · Balugaon · Banapur · Bangura · Banki · Barapali · Barbil · Bargarh · Baripada · Basudebpur · Belagachhia · Bellaguntha · Belpahar · Bhadrak · Bhanjanagar · Bhawanipatna · Bhuban · Bhubaneswar · Binika · Biramitrapur · Bishama Katak · Boudh · Brahmapur · Brajarajnagar · Buguda · Burla · Byasanagar · Champua · Chandapur · Chandili · Charibatia · Chhatrapur · Chikiti · Choudwar · Cuttack · Dadhapatna · Daitari · Damanjodi · Deogarh · Dera Colliery Township · Dhamanagar · Dhenkanal · Digapahandi · Dungamal · Fertilizer Corporation of India Township · Ghumusar Udayagiri · Ganjam · Ghantapada · Gopalpur-on-Sea · Gudari · Gunupur · Hatibandha · Hinjilicut · Hirakud · Jagatsinghpur · Jajpur · Jalda · Jaleswar · Jatani · Jeypur · Jharsuguda · Jhumpura · Joda · Junagarh · Kamakshyanagar · Kantabanji · Kantilo · Karanjia · Kashinagara · Kavisurjyanagar · Kendrapara · Kendujhar · Kesinga · Khaliapali · Khalikote · Khandapada · Khariar · Khariar Road · Khatiguda · Khordha · Kochinda · Kodala · Konark · Koraput · Kotpad · Lathikata · Makundapur · Malkangiri · Mukhiguda · Nabarangpur · NALCO Nagar · Nayagarh · Nilagiri · Nimapada · Nuapada · O. C. L. Industrial Township · Padmapur · Panposh · Paradip · Paralakhemundi · Patnagarh · Pattamundai · Phulbani · Pipili · Polasara · Pratapsasan · Puri · Purusottampur · Rairangpur · Rajagangapur · Rambha · Raurkela · Raurkela Industrial Township · Rayagada · Redhakhol · Remuna · Rengali Dam Project Township · Sambalpur · Sonepur · Soro · Sunabeda · Sundergarh · Surada · Talcher · Talcher Thermal Power Station Township · Tarbha · Tensa · Titlagarh · Udala · Umarkote

## Pondicherry (PY)
Karaikal · Kurumbapet · Mahe · Ozhukarai · Pondicherry · Yanam

## Punjab (PB)
Abohar · Adampur · Ahmedgarh · Ajnala · Akalgarh · Alawalpur · Amloh · Amritsar · Amritsar Cantonment · Anandpur Sahib · Badhni Kalan · Balachaur · Banga · Banur · Bareta · Bariwala · Barnala · Bassi Pathana · Batala · Bathinda · Begowal · Bhabat · Bhadaur · Bhagha Purana · Bhankharpur · Bharoli Kalan · Bhawanigarh · Bhikhi · Bhikhiwind · Bhisiana · Bhogpur · Bhucho Mandi · Bhulath · Budha Theh · Budhlada · Cheema · Chohal · Dasua · Daulatpur · Dera Baba Nanak · Dera Bassi · Dhanaula · Dharamkot · Dhariwal · Dhilwan · Dhuri · Dinanagar · Dirba · Doraha · Faridkot · Fatehgarh Churian · Fatehgarh Sahib · Fazilka · Ferozepur · Ferozepur Cantonment · Gardhiwala · Garhshankar · Ghagga · Ghanaur · Giddarbaha · Gobindgarh · Goniana · Goraya · Gurdaspur · Guru Har Sahai · Hajipur · Handiaya · Hariana · Hoshiarpur · Hussainpur · Jagraon · Jaitu · Jalalabad · Jalandhar · Jalandhar Cantonment · Jandiala (Amritsar) · Jandiala (Jalandhar) · Jugial · Kalanaur · Kapurthala · Karoran · Kartarpur · Khamanon · Khanauri · Khanna · Kharar · Khemkaran · Kot Fatta · Kot Kapura · Kurali · Lehragaga · Lodhian Khas · Longowal · Ludhiana · Machhiwara · Mahilpur · Majitha · Makhu · Malerkotla · Maloud · Malout · Mansa · Maur · Moga · Moonak · Morinda · Mukerian · Muktsar · Mullanpur Dakha · Mullanpur Garib Dass · Nabha · Nakodar · Nangal · Nawanshahr · Nehon · Nurmahal · Pathankot · Patiala · Patran · Patti · Payal · Phagwara · Phillaur · Qadian · Rahon · Raikot · Raja Sansi · Rajpura · Raman · Ramdas · Rampura Phul · Rayya · Rupnagar · Rurki Kasba · S. A. S. Nagar · Sahnewal · Samana · Samrala · Sanaur · Sangat · Sangrur · Sansarpur · Sardulgarh · Shahkot · Sham Chaurasi · Shekhpura · Sri Hargobindpur · Sujanpur · Sultanpur Lodhi · Sunam · Talwandi Bhai · Talwara · Tapa · Tarn Taran · Urmar Tanda · Zira · Zirakpur

## Rajasthan (RJ)
1 SGM · 3 STR · Abu Road · Ajmer · Aklera · Alwar · Amet · Antah · Anupgarh · Asind · Baggar · Bagru · Bakani · Bali · Balotra · Bandikui · Banswara · Baran · Bari · Bari Sadri · Barmer · Basni Belima · Bayana · Beawar · Beejoliya Kalan · Begun · Behror · Bhadra · Bhalariya · Bharatpur · Bhawani Mandi · Bhilwara · Bhinder · Bhinmal · Bhiwadi · Bhusawar · Bidasar · Bikaner · Bilara · Bissau · Budhpura · Bundi · Chaksu · Chechat · Chhabra · Chhapar · Chhipabarod · Chhoti Sadri · Chirawa · Chittorgarh · Chomu · Churu · Dariba · Dausa · Deeg · Deoli · Deshnoke · Devgarh · Dhariawad · Dholpur · Didwana · Dungargarh · Dungarpur · Fatehnagar · Fatehpur · Gajsinghpur · Galiakot · Ganganagar · Gangapur · Gangapur City · Goredi Chancha · Gothra · Govindgarh · Gulabpura · Hanumangarh · Hindaun · Indragarh · Jahazpur · Jaipur · Jaisalmer · Jaitaran · Jalor · Jhalawar · Jhalrapatan · Jhunjhunu · Jobner · Jodhpur · Kaithoon · Kaman · Kanor · Kapasan · Kaprain · Karanpur · Karauli · Kekri · Keshoraipatan · Kesrisinghpur · Khairthal · Khandela · Kherli · Kherliganj · Kherwara Chhaoni · Khetri · Kiranipura · Kishangarh · Kishangarh (Alwar) · Kishangarh Renwal · Kolvi-Mandi Rajendrapur · Kota · Kotputli · Kuchaman City · Kuchera · Kumbhkot · Kumher · Kushalgarh · Lachhmangarh · Ladnu · Lakheri · Lalsot · Losal · Mahu Kalan · Mahwa · Makrana · Malpura · Mandalgarh · Mandawa · Mandawar · Mangrol · Manoharthana · Marwar Junction · Merta City · Modak · Mount Abu · Mukandgarh · Mundwa · Nadbai · Nagar · Nagaur · Nainwa · Nasirabad · Nathdwara · Nawa · Nawalgarh · Neem-Ka-Thana · Newa Talai · Nimbahera · Niwai · Nohar · Nokha · Padampur · Pali · Parbatsar · Partapur · Phalna · Phalodi · Phulera · Pilani · Pilibanga · Pindwara · Pipar City · Pirawa · Pokaran · Pratapgarh · Pushkar · Raisinghnagar · Rajakhera · Rajaldesar · Rajgarh (Alwar) · Rajgarh (Churu) · Rajsamand · Ramganj Mandi · Ramgarh · Rani · Ratangarh · Ratannagar · Rawatbhata · Rawatsar · Reengus · Rikhabdeo · Sadri · Sadulshahar · Sagwara · Salumbar · Sambhar · Sanchore · Sangaria · Sangod · Sardarshahar · Sarwar · Satalkheri · Sawai Madhopur · Shahpura (Bhilwara) · Shahpura (Jaipur) · Sheoganj · Sikar · Sirohi · Sogariya · Sojat · Sojat Road · Sri Madhopur · Sujangarh · Suket · Sumerpur · Surajgarh · Suratgarh · Takhatgarh · Taranagar · Tijara · Todabhim · Todaraisingh · Todra · Tonk · Udaipur · Udaipurwati · Udpura · Uniara · Vanasthali · Vidyavihar · Vijainagar (Ajmer) · Vijainagar (Ganganagar) · Viratnagar · Weir

## Sikkim (SK)
Gangtok · Gyalshing · Jorethang · Mangan · Namchi · Nayabazar · Rangpo · Singtam · Upper Tadong

## Tamil Nadu (TN)
A. Thirumuruganpoondi · A. Vellalapatti · Abiramam · Achampudur · Acharapakkam · Acharipallam · Achipatti · Adikaratti · Adiramapattinam · Aduthurai · Agaram · Agastheeswaram · Alagappapuram · Alampalayam · Alandur · Alanganallur · Alangayam · Alangudi · Alangulam (Tirunelveli) · Alangulam (Virudhunagar) · Alanthurai · Alapakkam · Allapuram · Alur · Alwarkurichi · Alwarthirunagiri · Ambasamudram · Ambattur · Ambur · Ammainaickanur · Ammapettai (Erode) · Ammapettai (Thanjavur) · Ammavarikuppam · Ammoor · Anaimalai · Anaiyur (Madurai) · Anaiyur (Virudhunagar) · Anakaputhur · Ananthapuram · Andipalayam · Andipatti Jakkampatti · Anjugramam · Annamalai Nagar · Annavasal · Annur · Anthiyur · Appakudal · Arachalur · Arakandanallur · Arakonam · Aralvaimozhi · Arani (Tiruvallur) · Arani (Tiruvannamalai) · Aranthangi · Arasiramani · Aravakurichi · Aravankad · Arcot · Arimalam · Ariyalur · Ariyappampalayam · Ariyur · Arumanai · Arumbavur · Arumuganeri · Aruppukkottai · Ashokapuram · Athani · Athanur · Athimarapatti · Athipattu · Athur (Kanyakumari) · Athur (Thoothukudi) · Attayampatti · Attur · Avadattur · Avadi · Avalpoondurai · Avanashi · Avaniapuram · Ayakudi · Aygudi · Ayothiapattinam · Ayyalur · Ayyampalayam · Ayyampettai (Kanchipuram) · Ayyampettai (Thanjavur) · Azhagiapandiapuram · B. Mallapuram · B. Meenakshipuram · Balakrishnampatti · Balakrishnapuram · Balapallam · Balasamudram · Bargur · Batlagundu · Belur · Bhavani · Bhavanisagar · Bhuvanagiri · Bikketti · Bodinayakanur · Boothapandi · Boothipuram · Brahmana Periya-Agraharam · Chengalpattu · Chengam · Chennai · Chennasamudram · Chennimalai · Cheranmadevi · Chetpet · Chettiarpatti · Chettipalayam · Chettithangal · Chidambaram · Chinna Anuppanadi · Chinnakkampalayam · Chinnalapatti · Chinnamanur · Chinnampalayam · Chinnasalem · Chinnasekkadu · Chinnavedampatti · Chithode · Chitlapakkam · Cholapuram · Coimbatore · Coonoor · Courtalam · Cuddalore · Dalavaipatti · Denkanikottai · Desur · Devadanapatti · Devakottai · Devanangurichi · Devarshola · Dhalavoipuram · Dhali · Dhaliyur · Dharapadavedu · Dharapuram · Dharasuram · Dharmapuri · Dindigul · Dusi · Edaganasalai · Edaikodu · Edakalinadu · Edappadi · Elathur · Elayirampannai · Elumalai · Eral · Eraniel · Eriodu · Erode · Erumaipatti · Eruvadi · Ethapur · Ettayapuram · Ettimadai · Ezhudesam · Ganapathipuram · Gandhi Nagar · Gangaikondan · Gangavalli · Ganguvarpatti · Gingee · Gobichettipalayam · Gopalasamudram · Goundampalayam · Gudalur (Coimbatore) · Gudalur (Theni) · Gudalur (Nilgiri) · Gudiyatham · Gummidipoondi · Hanumanthampatti · Harur · Harveypatti · Highways · Hosur · Hubbathala · Huligal · Idikarai · Ilampillai · Ilanji · Iluppaiyurani · Iluppur · Inam Karur · Injambakkam · Irugur · Jaffrabad · Jagathala · Jalakandapuram · Jalladiampet · Jambai · Jayankondam · Jolarpet · Kadambur · Kadathur · Kadayal · Kadayampatti · Kadayanallur · Kalakkad · Kalambur · Kalapatti · Kalappanaickenpatti · Kalavai · Kalinjur · Kaliyakkavilai · Kalladaikurichi · Kallakkurichi · Kallakudi · Kallukuttam · Kalugumalai · Kamayagoundanpatti · Kambainallur · Kambam · Kamuthi · Kanadukathan · Kanakkampalayam · Kanam · Kanchipuram · Kandanur · Kangayampalayam · Kangeyam · Kangeyanallur · Kaniyur · Kanjikoil · Kannadendal · Kannamangalam · Kannampalayam · Kannankurichi · Kannivadi (Dindigul) · Kannivadi (Tirupur) · Kanyakumari · Kappiyarai · Karaikkudi · Karamadai · Karambakkam · Karambakkudi · Kariamangalam · Kariapatti · Karugampattur · Karumandi Chellipalayam · Karumathampatti · Karungal · Karunguzhi · Karuppur · Karur · Kasipalayam (E) · Kasipalayam (G) · Kathujuganapalli · Katpadi · Kattivakkam · Kattumannarkoil · Kattuputhur · Kaveripakkam · Kaveripattinam · Kayalpattinam · Kayatharu · Keelakarai · Keeramangalam · Keeranur (Dindigul) · Keeranur (Pudukkottai) · Keeripatti · Keezhapavur · Kelamangalam · Kembainaickenpalayam · Kethi · Kilampadi · Kilkulam · Kilkunda · Killai · Killiyur · Kilpennathur · Kilvelur · Kinathukadavu · Kodaikanal · Kodavasal · Kodumudi · Kolachal · Kolappalur · Kolathupalayam · Kolathur · Kollankodu · Kollankoil · Komaralingam · Kombai · Konavattam · Kondalampatti · Konganapuram · Kooraikundu · Koothappar · Koradacheri · Kotagiri · Kothinallur · Kottaiyur · Kottakuppam · Kottaram · Kottivakkam · Kottur · Kouthanallur · Kovilpatti · Krishnagiri · Krishnarayapuram · Krishnasamudram · Kuchanur · Kuhalur · Kulasekarapuram · Kulithalai · Kumarapalayam · Kumarapuram · Kumbakonam · Kundrathur · Kuniyamuthur · Kunnathur · Kurichi · Kurinjipadi · Kurudampalayam · Kurumbalur · Kuthalam · Kuzhithurai · Labbaikudikadu · Lakkampatti · Lalgudi · Lalpet · Llayangudi · Madambakkam · Madathukulam · Madavaram · Madippakkam · Madukkarai · Madukkur · Madurai · Maduranthakam · Maduravoyal · Mallamooppampatti · Mallankinaru · Mallasamudram · Mallur · Mamallapuram · Mamsapuram · Manachanallur · Manali · Manalmedu · Manalurpet · Manamadurai · Manapakkam · Manapparai · Manavalakurichi · Mandaikadu · Mandapam · Mangadu · Mangalam · Mangalampet · Manimutharu · Mannargudi · Mappilaiurani · Maraimalainagar · Marakkanam · Maramangalathupatti · Marandahalli · Markayankottai · Marudur · Marungur · Mathigiri · Mayiladuthurai · Mecheri · Meenambakkam · Melacheval · Melachokkanathapuram · Melagaram · Melamadai · Melamaiyur · Melathiruppanthuruthi · Melattur · Melpattampakkam · Melur · Melvisharam · Mettupalayam (Coimbatore) · Mettupalayam (Tiruchirappalli) · Mettur · Minjur · Modakurichi · Mohanur · Moolakaraipatti · Moovarasampettai · Mopperipalayam · Mudukulathur · Mukasipidariyur · Mukkudal · Mulagumudu · Mulanur · Muruganpalayam · Musiri · Muthupet · Muthur · Muttayyapuram · Myladi · Naduvattam · Nagapattinam · Nagavakulam · Nagercoil · Nagojanahalli · Nallampatti · Nallur · Namagiripettai · Namakkal · Nambiyur · Nandambakkam · Nandivaram-Guduvancheri · Nangavalli · Nangavaram · Nanguneri · Nanjikottai · Nannilam · Naranammalpuram · Naranapuram · Narasingapuram (Salem) · Narasingapuram (Vellore) · Narasimhanaickenpalayam · Naravarikuppam · Nasiyanur · Natham · Nathampannai · Natrampalli · Nattapettai · Nattarasankottai · Navalpattu · Nazerath · Needamangalam · Neelagiri · Neelankarai · Neikkarapatti · Neiyyur · Nellikuppam · Nelliyalam · Nemili · Neripperichal · Nerkunram · Nerkuppai · Nerunjipettai · Neykkarappatti · Neyveli · Nilakkottai · O' Valley · Odaipatti · Odaiyakulam · Oddanchatram · Odugathur · Oggiyamduraipakkam · Olagadam · Omalur · Orathanadu · Othakadai · Othakalmandapam · Ottapparai · P. J. Cholapuram · P. Mettupalayam · P. N. Patti · Pacode · Padaiveedu · Padianallur · Padirikuppam · Padmanabhapuram · Palaganangudy · Palakkodu · Palamedu · Palani · Palani Chettipatti · Palavakkam · Palavansathu · Palayam · Palladam · Pallapalayam (Erode) · Pallapalayam (Coimbatore) · Pallapatti (Dindigul) · Pallapatti (Karur) · Pallapatti (Virudhunagar) · Pallathur · Pallavaram · Pallikaranai · Pallikonda · Pallipalayam · Pallipalayam Agraharam · Pallipattu · Pammal · Panagudi · Panaimarathupatti · Panapakkam · Panboli · Pandamangalam · Pannaikadu · Pannaipuram · Panruti · Papanasam · Pappankurichi · Papparapatti (Dharmapuri) · Papparapatti (Salem) · Pappireddipatti · Paramakudi · Paramathi · Parangipettai · Paravai · Pasur · Pathamadai · Pattinam · Pattiveeranpatti · Pattukkottai · Pazhugal · Peerkankaranai · Pennadam · Pennagaram · Pennathur · Peraiyur · Peralam · Perambalur · Peranamallur · Peravurani · Periya Negamam · Periyakodiveri · Periyakulam · Periyanaickenpalayam · Periyapatti · Periyasemur · Pernampattu · Perumagalur · Perumandi · Perumuchi · Perundurai · Perungalathur · Perungudi · Perungulam · Perur · Pethampalayam · Pethanaickenpalayam · Pillanallur · Polichalur · Pollachi · Polur · Ponmani · Ponnamaravathi · Ponnampatti · Ponneri · Poolambadi · Poolampatti · Pooluvapatti · Poonamallee · Porur · Pothanur · Pothatturpettai · Pudukadai · Pudukkottai · Pudupalayam · Pudupalaiyam Aghraharam · Pudupatti (Theni) · Pudupatti (Virudhunagar) · Pudupattinam · Pudur · Puduvayal · Puliyankudi · Puliyur · Pullampadi · Punjai Thottakurichi · Punjaipugalur · Punjaipuliampatti · Puthalam · Puvalur · Puzhal · Puzhithivakkam · R. Pudupatti · R. S. Mangalam · Rajapalayam · Ramanathapuram · Ramapuram · Rameswaram · Ranipettai · Rasipuram · Rayagiri · Reethapuram · Rosalpatti · Rudravathi · S. Kannanur · S. Kodikulam · S. Nallur · Salangapalayam · Salem · Samalapuram · Samathur · Sambavar Vadagarai · Sankaramanallur · Sankarankoil · Sankarapuram · Sankari · Sankarnagar · Saravanampatti · Sarcarsamakulam · Sathankulam · Sathiyavijayanagaram · Sathuvachari · Sathyamangalam · Sattur · Sayalgudi · Sayapuram · Seerapalli · Seevur · Seithur · Sembakkam · Semmipalayam · Senthamangalam · Sentharapatti · Senur · Sethiathoppu · Sevilimedu · Sevugampatti · Shenbakkam · Shenkottai · Sholavandan · Sholinganallur · Sholingur · Sholur · Sikkarayapuram · Singampuneri · Singaperumalkoil · Sirkali · Sirugamani · Sirumugai · Sithayankottai · Sithurajapuram · Sivaganga · Sivagiri (Erode) · Sivagiri (Tirunelveli) · Sivakasi · Sivanthipuram · Srimushnam · Sriperumbudur · Sriramapuram · Srivaikuntam · Srivilliputhur · St. Thomas Mount-cum-Pallavaram · Suchindram · Suleeswaranpatti · Sulur · Sundarapandiam · Sundarapandiapuram · Surampatti · Surandai · Suriyampalayam · Swamimalai · T. Kallupatti · Tambaram · Tayilupatti · Tenkasi · Thadikombu · Thakkolam · Thalainayar · Thalakudi · Thamaraikulam · Thammampatti · Thanjavur · Thanthoni · Tharamangalam · Tharangambadi · Thathaiyangarpet · Thedavur · Thenambakkam · Thengampudur · Theni · Thenkarai (Coimbatore) · Thenkarai (Theni) · Thenthamaraikulam · Thenthiruperai · Thesur · Thevaram · Thevur · Thiagadurgam · Thingalnagar · Thirukarungudi · Thirukkattupalli · Thirumalayampalayam · Thirumangalam · Thirumazhisai · Thirunagar · Thirunageswaram · Thiruneermalai · Thirunindravur · Thiruparankundram · Thiruparappu · Thiruporur · Thiruppanandal · Thirupuvanam (Sivaganga) · Thirupuvanam (Thanjavur) · Thiruthangal · Thiruthuraipoondi · Thiruvaiyaru · Thiruvalam · Tiruvallur · Tiruvarur · Thiruvattaru · Thiruvenkatam · Thiruvennainallur · Thiruverumbur · Thiruvidaimarudur · Thiruvithankodu · Thisayanvilai · Thittacheri · Thondamuthur · Thondi · Thoothukudi · Thorapadi (Cuddalore) · Thorapadi (Vellore) · Thottipalayam · Thottiyam · Thudiyalur · Thuraiyur · Thuthipattu · Thuvakudi · Timiri · Tindivanam · Tiruchendur · Tiruchengode · Tiruchirappalli · Tirukalukundram · Tirukkoyilur · Tirunelveli · Tirupathur (Sivaganga) · Tirupathur (Vellore) · Tirupur · Tirusulam · Tiruttani · Tiruvannamalai · Tiruverkadu · Tiruvethipuram · Tiruvottiyur · Tittakudi · TNPL Pugalur · Udangudi · Udayarpalayam · Udhagamandalam · Udumalaipettai · Ullur · Ulundurpettai · Unjalur · Unnamalaikadai · Uppidamangalam · Uppiliapuram · Urapakkam · Usilampatti · Uthamapalayam · Uthangarai · Uthayendram · Uthiramerur · Uthukkottai · Uthukuli · V. Pudur · Vadakarai Keezhpadugai · Vadakkanandal · Vadakkuvalliyur · Vadalur · Vadamadurai · Vadavalli · Vadipatti · Vadugapatti (Erode) · Vadugapatti (Theni) · Vaitheeswarankoil · Valangaiman · Valasaravakkam · Valavanur · Vallam · Valparai · Valvaithankoshtam · Vanavasi · Vandalur · Vandavasi · Vandiyur · Vaniputhur · Vaniyambadi · Varadarajanpettai · Vasudevanallur · Vathirairuppu · Vazhapadi · Vedapatti · Vedaranyam · Vedasandur · Veeraganur · Veerakeralam · Veerakkalpudur · Veerapandi · Veerapandi (Theni) · Veerappanchatram · Veeravanallur · Velampalayam · Velankanni · Vellakinar · Vellakoil · Vellalur · Vellimalai · Vellore · Vellottamparappu · Velur · Vengampudur · Vengathur · Venkarai · Vennanthur · Veppathur · Verkilambi · Vettaikaranpudur · Vettavalam · Vijayapuri · Vikramasingapuram · Vikravandi · Vilangudi · Vilankurichi · Vilapakkam · Vilathikulam · Vilavur · Villukuri · Viluppuram · Virudhachalam · Virudhunagar · Virupakshipuram · Viswanatham · Walajabad · Walajapet · Wellington · Zamin Uthukuli

## Tripura (TR)
Agartala · Amarpur · Ambassa · Badharghat · Belonia · Dharmanagar · Gakulnagar · Gandhigram · Indranagar · Jogendranagar · Kailashahar · Kamalpur · Kanchanpur · Khowai · Kumarghat · Kunjaban · Narsingarh · Pratapgarh · Ranirbazar · Sabroom · Sonamura · Teliamura · Udaipur

## Uttarakhand (UA)
Almora · Badrinathpuri · Bageshwar · Bajpur · Banbasa · Bandia · Barkot · Bharat Heavy Electrical Limited Ranipur · Bhimtal · Bhowali · Chakrata · Chamba · Champawat · Clement Town · Dehradun · Dehradun Cantonment · Dev Prayag · Dhaluwala · Dhandera · Dharchula · Dharchula Dehat · Didihat · Dineshpur · Dogadda · Doiwala · Dwarahat · FRI and College Area · Gadarpur · Gangotri · Gochar · Gopeshwar · Haldwani · Haridwar · Herbertpur · Jaspur · Jhabrera · Joshimath · Kachnal Gosain · Kaladhungi · Karnaprayag · Kashipur · Kashirampur · Kedarnath · Kela Khera · Khatima · Kichha · Kirtinagar · Kotdwara · Laksar · Lalkuan · Landhaura · Landour · Lansdowne · Lohaghat · Mahua Dabra Haripura · Mahua Kheraganj · Manglaur · Mohanpur Mohammadpur · Muni Ki Reti · Mussoorie · Nagla · Nainital · Nainital Cantonment · Nandprayag · Narendranagar · Pauri · Pithoragarh · Pratitnagar · Raipur · Ramnagar · Ranikhet · Rishikesh · Roorkee · Roorkee Cantonment · Rudraprayag · Rudrapur · Shaktigarh · Sitarganj · Srinagar · Sultanpur · Tanakpur · Tehri · Uttarkashi · Veerbhadra · Vikasnagar

## Uttar Pradesh (UP)
Achhalda · Achhnera · Adari · Afzalgarh · Agarwal Mandi · Agra · Agra (accantonamento) · Ahraura · Ailum · Air Force Area · Ajhuwa · Akbarpur (Ambedkar Nagar) · Akbarpur (Kanpur Dehat) · Aliganj · Aligarh · Allahabad · Allahabad (accantonamento) · Allahganj · Allapur · Amanpur · Ambehta · Amethi (Lucknow) · Amethi (Sultanpur) · Amila · Amilo · Aminagar Sarai · Aminagar Urf Bhurbaral · Amraudha · Amroha · Anandnagar · Anpara · Antu · Anupshahr · Aonla · Armapur Estate · Ashrafpur Kichhauchha · Atarra · Atasu · Atrauli · Atraulia · Auraiya · Aurangabad · Aurangabad Bangar · Auras · Awagarh · Ayodhya · Azamgarh · Azizpur · Azmatgarh · Babarpur Ajitmal · Baberu · Babina · Babrala · Babugarh · Bachhraon · Bachhrawan · Bad · Bada'un · Bagpat · Bah · Bahadurganj · Baheri · Bahjoi · Bahraich · Bahsuma · Bahuwa · Bajna · Bakewar · Bakiabad · Baldeo · Ballia · Balrampur · Banat · Banda · Bangarmau · Banki · Bansdih · Bansgaon · Bansi · Baragaon (Jhansi) · Baragaon (Varanasi) · Barabanki · Baraut · Bareilly · Bareilly (accantonamento) · Barhalganj · Barhani Bazar · Barkhera · Barsana · Barua Sagar · Barwar · Basti · Begumabad Budhana · Behat · Behta Hajipur · Bela Pratapgarh · Belthara Road · Beniganj · Beswan · Bewar · Bhadarsa · Bhadohi · Bhagwant Nagar · Bharatganj · Bhargain · Bharthana · Bharuhana · Bharwari · Bhatni Bazar · Bhatpar Rani · Bhawan Bahadur Nagar · Bhinga · Bhogaon · Bhojpur Dharampur · Bhokarhedi · Bhulepur · Bidhuna · Bighapur · Bijnor · Bijpur · Bikapur · Bilari · Bilariaganj · Bilaspur (Gautam Buddha Nagar) · Bilaspur (Rampur) · Bilgram · Bilhaur · Bilram · Bilsanda · Bilsi · Bindki · Bisalpur · Bisanda Buzurg · Bisauli · Bisharatganj · Bisokhar · Biswan · Bithur · Budhana · Bugrasi · Bulandshahr · Chail · Chak Imam Ali · Chakeri · Chakia · Chandauli · Chandausi · Chandpur · Charkhari · Charthaval · Chaumuhan · Chhaprauli · Chharra Rafatpur · Chhata · Chhatari · Chhibramau · Chhutmalpur · Chilkana Sultanpur · Chirgaon · Chitbara Gaon · Chitrakoot Dham · Chopan · Choubepur Kalan · Chunar · Churk Ghurma · Colonelganj · Dadri · Dalmau · Dankaur · Dariyabad · Dasna · Dataganj · Daurala · Dayalbagh · Deoband · Deoranian · Deoria · Dewa · Dhampur · Dhanauha · Dhanauli · Dhanaura · Dharoti Khurd · Dhaura Tanda · Dhaurahara · Dibai · Dibiyapur · Dildarnagar Fatehpur Bazar · Doghat · Dohrighat · Dostpur · Dudhi · Dulhipur · Ekdil · Erich · Etah · Etawah · Etmadpur · Faizabad · Faizabad (accantonamento) · Faizganj · Farah · Faridnagar · Faridpur · Faridpur (nagar panchayat) · Fariha · Farrukhabad-cum-Fatehgarh · Fatehabad · Fatehganj Pashchimi · Fatehganj Purvi · Fatehgarh · Fatehpur (Barabanki) · Fatehpur · Fatehpur Chaurasi · Fatehpur Sikri · Firozabad · Gajraula · Gangaghat · Gangapur · Gangoh · Ganj Dundwara · Ganj Muradabad · Garautha · Garhi Pukhta · Garhmukteshwar · Gaura Barhaj · Gauri Bazar · Gausganj · Gawan · Ghatampur · Ghaziabad · Ghazipur · Ghiraur · Ghorawal · Ghosi · Ghosia Bazar · Ghughuli · Gohand · Gokul · Gola Bazar · Gola Gokarannath · Gonda · Gopamau · Gopiganj · Gorakhpur · Gosainganj (Faizabad) · Gosainganj (Lucknow) · Govardhan · Gulaothi · Gularia Bhindara · Gulariya · Gunnaur · Gursahaiganj · Gursarai · Gyanpur · Hafizpur · Haidergarh · Haldaur · Hamirpur · Handia · Hapur · Hardoi · Harduaganj · Hargaon · Hariharpur · Harraiya · Hasanpur · Hasayan · Hastinapur · Hata · Hathras · Hyderabad · Ibrahimpur · Iglas · Ikauna · Iltifatganj Bazar · Indian Telephone Industry Mankapur · Islamnagar · Itaunja · Jafarabad · Jagner · Jahanabad · Jahangirabad · Jahangirpur · Jais · Jaithara · Jalalabad (Bijnor) · Jalalabad (Muzaffarnagar) · Jalalabad (Shahjahanpur) · Jalali · Jalalpur · Jalaun · Jalesar · Jamshila · Jangipur · Jansath · Jarwal · Jasrana · Jaswantnagar · Jatari · Jaunpur · Jewar · Jhalu · Jhansi · Jhansi (accantonamento) · Jhansi Railway Settlement · Jhinjhak · Jhinjhana · Jhusi · Jhusi Kohna · Jiyanpur · Joya · Jyoti Khuria · Kabrai · Kachhauna Patseni · Kachhla · Kachhwa · Kadaura · Kadipur · Kailashpur · Kaimganj · Kairana · Kakgaina · Kakod · Kakori · Kakrala · Kalinagar · Kalpi · Kamalganj · Kampil · Kandhla · Kandwa · Kannauj · Kanpur · Kanpur (accantonamento) · Kanth (Moradabad) · Kanth (Shahjahanpur) · Kaptanganj · Karari · Karhal · Karnawal · Kasganj · Katariya · Katghar Lalganj · Kathera · Katra (Gonda) · Katra (Shahjahanpur) · Katra Medniganj · Kauriaganj · Kemri · Kerakat · Khadda · Khaga · Khailar · Khair · Khairabad (Mau) · Khairabad (Sitapur) · Khalilabad · Khamaria · Khanpur · Kharela · Khargupur · Khariya · Kharkhoda · Khatauli · Khatauli Rural · Khekada · Kheragarh · Kheri · Kheta Sarai · Khudaganj · Khurja · Khutar · Kiraoli · Kiratpur · Kishni · Kishunpur · Kithaur · Koeripur · Konch · Kopaganj · Kora Jahanabad · Koraon · Korwa · Kosi Kalan · Kota · Kotra · Kotwa · Kulpahar · Kunda · Kundarki · Kunwargaon · Kuraoli · Kurara · Kursath (Hardoi) · Kursath (Unnao) · Kurthi Jafarpur · Kushinagar · Kusmara · Laharpur · Lakhimpur · Lakhna · Lal Gopalganj Nindaura · Lalganj · Lalitpur · Lar · Lawar · Ledwa Mahua · Lohta · Loni · Lucknow · Lucknow (accantonamento) · Machhlishahr · Madhoganj · Madhogarh · Maghar · Mahaban · Mahrajganj (Azamgarh) · Mahrajganj · Mahrajganj (Raebareli) · Mahmudabad · Mahoba · Maholi · Mahona · Mahroni · Mailani · Mainpuri · Majhara Pipar Ehatmali · Majhauli Raj · Malihabad · Mallawan · Mandawar · Manikpur · Manikpur Sarhat · Maniyar · Manjhanpur · Mankapur · Marehra · Mariahu · Maruadih Railway Settlement · Maswasi · Mataundh · Mathura · Mathura (accantonamento) · Mau · Mau Aima · Maudaha · Mauranipur · Maurawan · Mawana · Meerut · Meerut (accantonamento) · Mehdawal · Mehnagar · Mendu · Milak · Miranpur · Mirganj · Mirzapur · Misrikh Neemsar · Modinagar · Mogra Badshahpur · Mohammadabad (Farrukhabad) · Mohammadabad (Ghazipur) · Mohammadi · Mohan · Mohanpur · Mohiuddinpur · Moradabad · Moth · Mubarakpur · Mughalsarai · Mughalsarai Railway Settlement · Muhammadabad · Mukrampur Khema · Mundera Bazar · Mundia · Muradnagar · Mursan · Musafirkhana · Muzaffarnagar · Nadigaon · Nagina · Nagram · Nai Bazar · Nainana Jat · Najibabad · Nakur · Nanauta · Nandgaon · Nanpara · Naraini · Narauli · Naraura · Naugawan Sadat · Nautanwa · Nawabganj (Bareilly) · Nawabganj (Gonda) · Nawabganj (Unnao) · Nehtaur · Nichlaul · Nidhauli Kalan · Niwari · Nizamabad · Noida · Noorpur · Northern Railway Colony · Nyoria Husainpur · Nyotini · Obra · Oel Dhakwa · Orai · Oran · Ordinance Factory Muradnagar · Pachperwa · Padrauna · Pahasu · Paintepur · Pali (Hardoi) · Pali (Lalitpur) · Palia Kalan · Parasi · Parichha · Parikshitgarh · Parsadepur · Patala · Patiyali · Patti · Phalauda · Phaphund · Phulpur (Allahabad) · Phulpur (Azamgarh) · Phulwaria · Pihani · Pilibhit · Pilkhana · Pilkhuwa · Pinahat · Pipalsana Chaudhari · Pipiganj · Pipraich · Pipri · Powayan · Pratapgarh · Pukhrayan · Puranpur · Purdilnagar · Purquazi · Purwa · Qasimpur Power House Colony · Rabupura · Radhakund · Raebareli · Raja ka Rampur · Rajapur · Ramkola · Ramnagar (Barabanki) · Ramnagar (Varanasi) · Rampur · Rampur Bhawanipur · Rampur Karkhana · Rampur Maniharan · Rampura · Ranipur · Rashidpur Garhi · Rasra · Rasulabad · Rath · Raya · Renukoot · Reoti · Richha · Risia Bazar · Rithora · Railway Settlement Roza · Robertsganj · Rudauli · Rudayan · Rudrapur · Rura · Rustamnagar Sahaspur · Sadabad · Sadat · Safipur · Sahanpur · Saharanpur · Sahaspur · Sahaswan · Sahatwar · Sahawar · Sahjanwa · Sahpau · Saidpur (Budaun) · Saidpur (Ghazipur) · Sainthal · Saiyad Raja · Sakhanu · Sakit · Salarpur Khadar · Salempur · Salon · Sambhal · Samdhan · Samthar · Sandi · Sandila · Sarai Aquil · Sarai Mir · Sardhana · Sarila · Sarsawan · Sasni · Satrikh · Saunkh · Saurikh · Seohara · Sewalkhas · Sewarhi · Shahabad (Hardoi) · Shahabad (Rampur) · Shahganj · Shahi · Shahjahanpur · Shahjahanpur (accantonamento) · Shahpur · Shamli · Shamsabad (Agra) · Shamsabad (Farrukhabad) · Shankargarh · Shergarh · Sherkot · Shikarpur · Shikohabad · Shishgarh · Shivdaspur · Shivli · Shivrajpur · Shohratgarh · Siana · Siddhaur · Sidhauli · Sidhpura · Sikanderpur (Ballia) · Sikanderpur (Kannauj) · Sikandra · Sikandra Rao · Sikandrabad · Singahi Bhiraura · Sirathu · Sirauli · Sirsa · Sirsaganj · Sirsi · Sisauli · Siswa Bazar · Sitapur · Som · Soron · Suar · Sukhmalpur Nizamabad · Sultanpur · Sumerpur · Suriyawan · Swamibagh · Talbehat · Talgram · Tambaur-cum-Ahmadabad · Tanda (Ambedkar Nagar) · Tanda (Rampur) · Tatarpur Lallu · Tetri Bazar · Thakurdwara · Thana Bhawan · Thiriya Nizamat Khan · Tikait Nagar · Tikri · Tilhar · Tindwari · Tirwaganj · Titron · Tondi Fatehpur · Tulsipur · Tundla · Tundla Kham · Tundla Railway Colony · Ugu · Ujhani · Ujhari · Umri · Umri Kalan · Un · Unchahar · Unnao · Usawan · Usehat · Utraula · Varanasi · Varanasi (accantonamento) · Vijaigarh · Vrindavan · Warhapur · Wazirganj · Zaidpur · Zamania